# Línea 87 de Monbus
La línea 87 es una línea regular de autobús urbano de la ciudad de Barcelona, gestionada anteriormente por la empresa Authosa, perteneciente al Grup Transports Ciutat Comtal desde junio de 2000 hasta el 2021, donde Monbus toma la concesión. Hace su recorrido entre la Travesera de Gracia y la Plaza de Gala Placidia con una frecuencia de 8 minutos en hora punta.

## Otros datos
| Prestación                   | Disponibilidad en la línea |
| ---------------------------- | -------------------------- |
| Adaptada a                   | Sí                         |
| TMB iBus (tiempo de espera ) | No                         |
| Pantallas informativas       | No                         |
| Línea de tránsito rápido     | No                         |
| Circula en días festivos     | Sí                         |